# José Anigo
José Anigo (n. 15 aprilie 1961) este un antrenor francez de fotbal și fost fotbalist care juca pe postul de fundaș.